# Karmel Merkazi u-Ma'aravi
Karmel Merkazi u-Ma'aravi (hebrejsky כרמל מרכזי ומערבי‎, doslova Střední a Západní Karmel) je část města Haifa v Izraeli. Tvoří podčást 5. městské čtvrti ha-Karmel.
Jde o územní jednotku vytvořenou pro administrativní, demografické a statistické účely. Zahrnuje střední část čtvrti ha-Karmel, ležící na vyvýšených sídelních terasách v pohoří Karmel, oddělených zalesněnými údolími sezónních toků (vádí). Nacházejí se tu obytné okrsky Ramat Hadar, Karmel Merkazi, Karmel Vatik, Kababir a Karmel Ma'aravi.
Populace je židovská, s arabskou menšinou. Rozkládá se na ploše 3,26 kilometru čtverečního. V roce 2008 zde žilo 19 940 lidí, z toho 17 060 židů, 1 610 muslimů a 300 arabských křesťanů.